# ノルディックスキージュニア世界選手権ノルディック複合競技メダリスト一覧
ノルディックスキージュニア世界選手権ノルディック複合競技メダリスト一覧は国際スキー連盟（FIS）が主催するノルディックスキージュニア世界選手権のうちノルディック複合競技のメダリストを一覧にしたものである。
個人では2000年からグンダーセンとスプリントの2種目になり、2009年からは5kmと10kmという形式に変更された。

## 男子個人
- FIS Junior World Ski Championships Podiums：Nordic Combined

| 開催年 開催場所                         | 金                                              | 銀                                          | 銅                                              |               |
| --------------------------------------- | ----------------------------------------------- | ------------------------------------------- | ----------------------------------------------- | ------------- |
| 1968年 モレ                             | ラウノ・ミエッティネン · フィンランド           | インゴ・シャイベンホフ 東ドイツ             | ヴィトロフ・ホフマン 東ドイツ                   |               |
| 1969年 ボールネス                       | ラウノ・ミエッティネン · フィンランド           | アナトリ・ポポフ ソビエト連邦               | ヴィトロフ・ホフマン 東ドイツ                   |               |
| 1970年 ゴーザウ・アム・ダッハシュタイン | ギュンター・デッケルト 東ドイツ                 | ハンス・ハートレブ 東ドイツ                 | フランク・ベーム 東ドイツ                       |               |
| 1971年 ネッセルヴァンク                 | ウルリヒ・ベーリンク 東ドイツ                   | ヤン・レジエルスキ ポーランド               | アナトリ・カイゴネン ソビエト連邦               |               |
| 1972年 タルヴィジオ                     | ファリト・ザキロフ ソビエト連邦                 | ヤン・レジエルスキ ポーランド               | アンジェイ・スタツェル ポーランド               |               |
| 1973年 カヴゴロヴォ                     | ポール・シュエトネ · ノルウェー                 | スタニスワフ・カウロク ポーランド           | ウルバン・ヘティヒ 西ドイツ                     |               |
| 1974年 オートラン                       | コンラート・ビンクラー 東ドイツ                 | トム・サントベルク · ノルウェー             | アルンフィン・ヘンデン · ノルウェー             |               |
| 1975年 リエト                           | トム・サントベルク · ノルウェー                 | コンラート・ビンクラー 東ドイツ             | ユーリ・ヴォローニン ソビエト連邦               |               |
| 1976年 リベレツ                         | ギュンター・シュミダー 東ドイツ                 | ヴラディミール・ヴェドラル チェコスロバキア | アンジェイ・ザリッキ ポーランド                 |               |
| 1977年 セン・クロワ                     | ギュンター・シュミダー 東ドイツ                 | フョードル・コルチン ソビエト連邦           | ウヴェ・ドーツァウアー 東ドイツ                 |               |
| 1978年 ムーラウ                         | ヘルマン・ヴァインブーフ 西ドイツ               | アンドレアス・フライシュマン 東ドイツ       | ウヴェ・ドーツァウアー 東ドイツ                 |               |
| 1979年 モン・サン・アン                 | ヘルマン・ヴァインブーフ 西ドイツ               | マルティン・シャーテル 西ドイツ             | フーベルト・シュワルツ 西ドイツ                 |               |
| 1980年 エルンシェルツビク               | フーベルト・シュワルツ 西ドイツ                 | セルゲイ・オルリャンスキ ソビエト連邦       | ローター・ホーフ 東ドイツ                       |               |
| 1981年 ショーナッハ                     | ベルント・ブレヒシュミット 西ドイツ             | セルゲイ・ショリコフ ソビエト連邦           | トーマス・ミュラー 西ドイツ                     |               |
| 1982年 ムーラウ                         | クヌート＝レオ・アブラハムセン · ノルウェー     | アンドレイ・シマノフ ソビエト連邦           | セルゲイ・ボンダー ソビエト連邦                 |               |
| 1983年 クオピオ                         | ハイコ・フンガー 東ドイツ                       | ガイル・アンデシェン · ノルウェー           | オリヴァー・ヴァーグ 東ドイツ                   |               |
| 1984年 トロンハイム                     | ガイル・アンデシェン · ノルウェー               | ヨン・リーバー · ノルウェー                 | クラウス・ズルツェンバッハ · オーストリア       |               |
| 1985年 テシュ                           | セルゲイ・ニキフォロフ ソビエト連邦             | ハンス＝ペーター・ポール 西ドイツ           | イリ・ペルコネン · フィンランド                 |               |
| 1986年 レークプラシッド                 | アンドレイ・ドゥンドゥコフ ソビエト連邦         | ギュンター・シーサー · オーストリア         | フランチシェック・レプカ チェコスロバキア       |               |
| 1987年 アジアーゴ                       | トーマス・プレンツェル 東ドイツ                 | トロント＝アルネ・ブレーデセン · ノルウェー | マルコ・フランク 東ドイツ                       |               |
| 1988年 ザールフェルデン                 | ラデク・スコペク チェコスロバキア               | フランシス・ルペラン フランス               | ボード＝ヨルゲン・エルデン · ノルウェー         |               |
| 1989年 ハーマル                         | トロント＝アイナル・エルデン · ノルウェー       | フランシス・ルペラン フランス               | アゴ・マルクヴァルト ソビエト連邦               |               |
| 1990年 シュトルブスケ・プレソ           | トロント＝アイナル・エルデン · ノルウェー       | ファルク・シュウォール 東ドイツ             | クリストフ・ボレロ フランス                     |               |
| 1991年 ライト・イム・ヴィンクル         | ミラン・クチェラ チェコスロバキア               | イジー・ハラディル チェコスロバキア         | マルクス・ヴュスト スイス                       |               |
| 1992年 ヴォカッティ                     | ハルドー・スコール · ノルウェー                 | テーム・スマネン · フィンランド             | イェンス・ダイメル ドイツ                       |               |
| 1993年 ハラコフ                         | クヌート＝ボルゲ・アンデシェン · ノルウェー     | クリストフ・オイゲン · オーストリア         | ゴール・ミューレ · ノルウェー                   |               |
| 1994年 ブライテンヴァング               | マリオ・シュテヒャー · オーストリア             | ミラン・クチェラ · チェコ                   | タピオ・ヌルメラ · フィンランド                 |               |
| 1995年 イェリヴァーレ                   | ハンヌ・マンニネン · フィンランド               | マリオ・シュテヒャー · オーストリア         | フェリックス・ゴットヴァルト · オーストリア     |               |
| 1996年 アジアーゴ                       | トッド・ロドウィック アメリカ合衆国             | ハンヌ・マンニネン · フィンランド           | フェリックス・ゴットヴァルト · オーストリア     |               |
| 1997年 キャンモア                       | ロマン・ペルコ スロベニア                       | アンディ・ハートマン スイス                 | ルドビク・ルー フランス                         |               |
| 1998年 サンモリッツ                     | ハンヌ・マンニネン · フィンランド               | サンパ・ラユネン · フィンランド             | ダビット・クライナー · オーストリア             |               |
| 1999年 ザールフェルデン                 | サンパ・ラユネン · フィンランド                 | ヨウニ・カイタイネン · フィンランド         | アンディ・ハートマン スイス                     |               |
| 2000年 シュトルブスケ・プレソ           | アレクセイ・ズヴェトコフ ロシア                 | マルコ・バーケ ドイツ                       | アルヌール・ケヴァン フランス                   | *グンダーセン |
| 2000年 シュトルブスケ・プレソ           | ペッテル・クッコネン · フィンランド             | マルコ・バーケ ドイツ                       | ダビット・クライナー · オーストリア             | *スプリント   |
| 2001年 カルパチュ                       | ダビット・クライナー · オーストリア             | ヤッコ・タルス · フィンランド               | 小林範仁 日本                                   | *スプリント   |
| 2001年 カルパチュ                       | 小林範仁 日本                                   | ヤッコ・タルス · フィンランド               | ダビット・クライナー · オーストリア             | *グンダーセン |
| 2002年 ショーナッハ                     | ビョルン・キルヒアイゼン ドイツ                 | アレックス・グルーク アメリカ合衆国         | ネイサン・ガーハート アメリカ合衆国             | *グンダーセン |
| 2003年 ソレフテア                       | ビョルン・キルヒアイゼン ドイツ                 | セバスチャン・ラクロワ フランス             | ペッテル・タンデ · ノルウェー                   | *グンダーセン |
| 2003年 ソレフテア                       | ビョルン・キルヒアイゼン ドイツ                 | ダビット・ザウナー · オーストリア           | ペッテル・タンデ · ノルウェー                   | *スプリント   |
| 2004年 ストリュン                       | ペッテル・タンデ · ノルウェー                   | ティノ・エデルマン ドイツ                   | ダビット・ザウナー · オーストリア               | *グンダーセン |
| 2004年 ストリュン                       | ペッテル・タンデ · ノルウェー                   | ティノ・エデルマン ドイツ                   | アンシ・コイブランタ · フィンランド             | *スプリント   |
| 2005年 ロヴァニエミ                     | ペッテル・タンデ · ノルウェー                   | ティノ・エデルマン ドイツ                   | アンシ・コイブランタ · フィンランド             | *グンダーセン |
| 2005年 ロヴァニエミ                     | ペッテル・タンデ · ノルウェー                   | フロリアン・シリンガー · オーストリア       | ティノ・エデルマン ドイツ                       | *スプリント   |
| 2006年 クラーニ                         | フランソワ・ブロー フランス                     | トム・ベーツ ドイツ                         | ミロスラフ・ドヴォジャーク · チェコ             | *グンダーセン |
| 2006年 クラーニ                         | トム・ベーツ ドイツ                             | 渡部暁斗 日本                               | ミロスラフ・ドヴォジャーク · チェコ             | *スプリント   |
| 2007年 タルヴィジオ                     | アンシ・コイブランタ · フィンランド             | マルコ・ピヒルマイヤー · オーストリア       | アルフレット・ライナー · オーストリア           | *グンダーセン |
| 2007年 タルヴィジオ                     | エリック・フレンツェル ドイツ                   | アンシ・コイブランタ · フィンランド         | アルフレット・ライナー · オーストリア           | *スプリント   |
| 2008年 ザコパネ                         | アレッサンドロ・ピッティン イタリア             | トマス・ドルメル · オーストリア             | ヤンネ・リーナネン · フィンランド               | *グンダーセン |
| 2008年 ザコパネ                         | トマス・ドルメル · オーストリア                 | トミー・シュミット スイス                   | アレッサンドロ・ピッティン イタリア             | *スプリント   |
| 2009年 シュトルブスケ・プレソ           | アレッサンドロ・ピッティン イタリア             | グドムン・ストーリエン · ノルウェー         | ファビアン・リースレ ドイツ                     | *5km          |
| 2009年 シュトルブスケ・プレソ           | アレッサンドロ・ピッティン イタリア             | ヨハネス・ルゼック ドイツ                   | オーレ＝クリスティアン・ウェンデル · ノルウェー | *10km         |
| 2010年 ヒンターツァルテン               | 小林潤志郎 日本                                 | マルヤン・イェレンコ スロベニア             | ヤニス・モルヴァイサー ドイツ                   | *5km          |
| 2010年 ヒンターツァルテン               | オーレ＝クリスティアン・ウェンデル · ノルウェー | ヤニス・モルヴァイサー ドイツ               | グドムン・ストーリエン · ノルウェー             | *10km         |
| 2011年 オテパー                         | ヨハネス・ルゼック ドイツ                       | マルヤン・イェレンコ スロベニア             | カレル・ヌルムサル · エストニア                 | *10km         |
| 2011年 オテパー                         | マルヤン・イェレンコ スロベニア                 | ヨハネス・ルゼック ドイツ                   | カレル・ヌルムサル · エストニア                 | *5km          |

## 男子団体
- FIS Junior World Ski Championships Podiums：Team Men

| 開催年 開催場所                 | 金               | 銀               | 銅               |
| ------------------------------- | ---------------- | ---------------- | ---------------- |
| 1984年 トロンハイム             | 東ドイツ         | ノルウェー       | ソビエト連邦     |
| 1985年 テシュ                   | ソビエト連邦     | ノルウェー       | チェコスロバキア |
| 1986年 レークプラシッド         | ノルウェー       | ソビエト連邦     | 西ドイツ         |
| 1987年 アジアーゴ               | 東ドイツ         | ノルウェー       | チェコスロバキア |
| 1988年 ザールフェルデン         | ノルウェー       | チェコスロバキア | ソビエト連邦     |
| 1989年 ハーマル                 | ノルウェー       | フランス         | ソビエト連邦     |
| 1990年 シュトルブスケ・プレソ   | ノルウェー       | チェコスロバキア | 東ドイツ         |
| 1991年 ライト・イム・ヴィンクル | チェコスロバキア | ノルウェー       | ソビエト連邦     |
| 1992年 ヴォカッティ             | ノルウェー       | ドイツ           | フランス         |
| 1993年 ハラコフ                 | ノルウェー       | オーストリア     | ドイツ           |
| 1994年 ブライテンヴァング       | ノルウェー       | フィンランド     | オーストリア     |
| 1995年 イェリヴァーレ           | オーストリア     | チェコ           | ノルウェー       |
| 1996年 アジアーゴ               | ノルウェー       | フランス         | スロベニア       |
| 1997年 キャンモア               | フランス         | ドイツ           | オーストリア     |
| 1998年 サンモリッツ             | フィンランド     | スロベニア       | スイス           |
| 1999年 ザールフェルデン         | アメリカ合衆国   | スイス           | フランス         |
| 2000年 シュトルブスケ・プレソ   | フィンランド     | アメリカ合衆国   | オーストリア     |
| 2001年 カルパチュ               | ドイツ           | フィンランド     | スロベニア       |
| 2002年 ショーナッハ             | ドイツ           | フランス         | ノルウェー       |
| 2003年 ソレフテア               | ドイツ           | ノルウェー       | フランス         |
| 2004年 ストリュン               | ノルウェー       | ドイツ           | オーストリア     |
| 2005年 ロヴァニエミ             | ドイツ           | フランス         | チェコ           |
| 2006年 クラーニ                 | ドイツ           | オーストリア     | ノルウェー       |
| 2007年 タルヴィジオ             | オーストリア     | ドイツ           | ノルウェー       |
| 2008年 ザコパネ                 | ドイツ           | オーストリア     | ノルウェー       |
| 2009年 シュトルブスケ・プレソ   | ノルウェー       | フランス         | ドイツ           |
| 2010年 ヒンターツァルテン       | ドイツ           | ノルウェー       | スロベニア       |
| 2011年 オテパー                 | 中止             | 中止             | 中止             |